# Georges Vieillard
Georges Vieillard, né le 31 juillet 1894 à La Mulatière (Rhône) et mort le 22 juin 1974 à Saint-Nizier-du-Moucherotte (Isère) est un homme d'affaires français, ancien dirigeant de la société Bull.

## Biographie
Né le 31 juillet 1894, Georges Vieillard (X1914) combattit dans l'artillerie et ne commença ses études qu'après l'armistice. Représentatif d'une génération de polytechniciens refusant la carrière militaire et les emplois publics pour se diriger vers les affaires, il a travaillé pour la compagnie Réal, concessionnaire pour la France de diverses firmes américaines, où il devient chef du département des machines à calculer et des machines comptables. En juillet 1931, Georges Vieillard et Elie Doury forment avec l'homme d'affaires Émile Genon le projet d’un « syndicat des utilisants » des machines Bull, qui rachète cinq mois après la moitié des parts, au nez et à la barbe du géant américain Remington Rand. Élie Doury était vendeur de machines Powers, tandis que Georges Vieillard les utilisait à la banque d'Alsace-Lorraine.
En 1936, avec la famille propriétaire des Papeteries Aussedat, qui fournissait Bull en cartes mécanographiques, Georges Vieillard prend le contrôle de la société après un conflit d'actionnaires, lorsque Émile Genon, sans autorisation du conseil d'administration, vend à IBM la majorité de la société de commercialisation, pour obtenir "une paix tacite" des brevets avec IBM et « développer » Bull au niveau international. 
Après la mort en 1948 du PDG Jacques Callies, Georges Vieillard affirme son autorité de directeur général. La même année, lors d'un voyage aux États-Unis de 1948, à ce que Bull ait en permanence des "alliés" américains face à IBM: Remington Rand de 1950 à 1960, puis RCA et General Electric. Il préside par ailleurs la Chambre syndicale des fabricants de machines de bureau entre 1936 et 1956.
Lors de l'Affaire Bull de 1963, Georges Vieillard accepte de sortir de sa retraite, à la demande du président Joseph Callies, pour participer en direct à toutes les négociations qui vont aboutir à la cession partielle de l’entreprise à la société américaine General Electric. Il va relancer à New York General Electric, pour qu'elle prenne la moitié du capital et permette une recapitalisation plus significative et plus pérenne que celle imposée au PDG Joseph Callies par le ministre des finances Valéry Giscard d'Estaing. Il a raconté cet épisode dans un livre, L'Affaire Bull, paru en 1969 et rédigé durant l’été 1965.